# Adare Saddle
Adare Saddle är ett bergspass i Antarktis. Det ligger i Östantarktis. Nya Zeeland gör anspråk på området. Adare Saddle ligger 900 meter över havet.
Terrängen runt Adare Saddle är kuperad åt sydost, men bergig åt nordväst. Trakten är obefolkad utan några samhällen i närheten. 

## Fotnoter
1. ↑  Framräknat ur variansen i alla höjduppgifter (DEM 3") från Viewfinder Panoramas, inom 10 kilometers radie.[2] Mer om algoritmen finns här: Användare:Lsjbot/Algoritmer.